# Seigo Tada
Seigo Tada (en japonais : 多 田 正 剛) (Kyoto, 18 février 1922 - 18 septembre 1997 ; 8e dan) est le fondateur du Karatedo Gōjū Ryū Seigokan.

## Biographie
En 1937, il apprend les arts martiaux chinois internes (Kempo chinois) avec Ching Lou à Shanghai. Il rejoint ensuite l'université Ritsumeikan de Kyoto et son club de karaté. Là, il étudie l'essence du Goju-ryu Karaté-Do avec Chōjun Miyagi.
En 1943, il est nommé entraîneur du club de karaté de l'université. Après l'obtention de son diplôme, il établit le karaté Nihon Seigokan Doshikai (SAJKA), le karaté-Nihon Goju-Ryu et le Doshikai Nihon Seigokai à Kyoto. Il dirigea environ 120 dojos de Seigokan, associations et clubs de karaté-do et dojos de Karate-Do à l'université et au-delà, en tant que chef instructeur et président. Pendant la Seconde Guerre mondiale, il est membre du bataillon Tokotai avec des missions identiques au Kamikaze (Vent Divin).
Après la guerre, il fait des essais pour devenir acteur de cinéma, avec Toshirō Mifune, mais abandonne bientôt cette carrière. En 1952, il établit les règles de la compétition et développe le protecteur original de la tête, dans le but de moderniser le Karaté-Do comme un sport et en particulier comme un futur sport olympique.
En 1964, Seigo Tada est l'un des promoteurs et des dirigeants de la Fédération Japonaise de Karaté-do (JKF) dans le district de Kansai, comme dans le district de Kinki et dirigeait et coordonnait les fédérations de ces districts. Afin de développer le Goju-Ryu Seigokan et de transformer le karaté en sport olympique, il voyage à l'étranger et envoie des instructeurs en créant des associations (branches) de Seigokan à Hong Kong, Macao, au Brésil, au Portugal, aux États-Unis, au Canada, en Australie, en Italie, aux Philippines, à Singapour, en Inde et au Sri Lanka.
À cette époque, Seigokan est la plus grande association (Kai-Ha) de Goju-Ryu du Japon, avec plus de 200 000 membres.
En 1981, il a remporté la médaille du mérite athlétique de la préfecture de Hyogo.
Après sa mort subite, par infarctus du myocarde, en 1997, Michiko Okamoto, sa femme, lui succède en tant que présidente de l'Association Seigokan Karate-Do du Japon (SAJKA).